# داميان ألفاريز
داميان ألفاريز (بالإسبانية: Damián Álvarez Arcos)‏ هو لاعب كرة قدم مكسيكي في مركز الوسط، ولد في 11 مارس 1973 في مدينة فيراكروز في المكسيك. شارك مع منتخب المكسيك تحت 20 سنة لكرة القدم ومنتخب المكسيك تحت 23 سنة لكرة القدم ومنتخب المكسيك لكرة القدم. أما مع النوادي، فقد لعب مع كلوب ليون ونادي أتلانتي ونادي أطلس ونادي أمريكا ونادي باتشوكا ونادي دالاس ونادي ديبورتيفو تولوكا ونادي سان لويس ونادي غوادالاخارا ونيو إنغلاند ريفولوشن.

## وصلات خارجية
- داميان ألفاريز على موقع الاتحاد الدولي (مؤرشف)  (الإنجليزية)
- داميان ألفاريز على موقع الدوري الأمريكي (الإنجليزية)
- داميان ألفاريز على موقع قاعدة بيانات كرة القدم.إي يو (الإنجليزية)
- داميان ألفاريز على موقع ناشيونال فوتبول تيمز (الإنجليزية)
- داميان ألفاريز على موقع أوليمبيديا (الإنجليزية)